# Вокье, Лоран
Лора́н Мари́ Вокье́ (фр. Laurent Marie Wauquiez; род. 12 апреля 1975) — французский политический и государственный деятель, министр высшего образования и исследований (2011—2012 годы).

## Биография
Родился в Лионе, сын бывшего директора банка Indosuez Scandinavie Филиппа Вокье (Philippe Wauquiez) и Элиан Вокье-Мотт (Eliane Wauquiez-Motte), мэра города Шамбон-сюр-Линьон.
В 1995—1997 годах стажировался в аппарате министра Жака Барро.
В 1998 году окончил Институт политических исследований, получив диплом DEA.
В 1999—2004 годах учился в Национальной школе администрации.
В 2002 году заменил Жака Барро в Национальном собрании Франции.
В июле 2004 года избран в Национальное собрание от 1-го округа департамента Верхняя Луара (занял кресло Жака Барро, получившего назначение в комиссию Баррозу; в 29 лет Вокье стал самым молодым депутатом).
В 2007—2008 годах — государственный секретарь и пресс-секретарь второго правительства Франсуа Фийона.
С 2008 года — мэр Ле-Пюи-ан-Веле.
В 2008—2010 годах — государственный секретарь со сферой ответственности в области занятости во втором правительстве Фийона.
В 2010—2011 годах — младший министр по европейским делам в третьем правительстве Фийона.
В 2011—2012 годах — министр высшего образования и исследований в третьем правительстве Фийона.
В 2012 году вновь избран в Национальное собрание Франции от 1-го округа департамента Верхняя Луара.
18 ноября 2012 года на съезде Союза за народное движение возглавил одно из нескольких течений — Социальные правые, объединившее сторонников Франсуа Фийона и получившее поддержку 21,7 % делегатов, уступив тем самым победившей с результатом 28 % группировке «саркозистов» Сильные правые, поддержавшей кандидатуру Жана-Франсуа Копе на пост председателя партии.
В 2013—2014 годах — заместитель председателя СНД.
5 декабря 2014 года избран генеральным секретарём СНД.
15 декабря 2015 года, после переименования СНД в партию «Республиканцы», заместитель председателя партии Натали Косцюшко-Моризе ушла в отставку из несогласия с проектом Николя Саркози по созданию «республиканского фронта», и в этот же день Вокье избран на её место.

### Председатель регионального совета Овернь — Рона — Альпы
4 января 2016 года избран председателем совета новообразованного региона Овернь — Рона — Альпы голосами 113 депутатов из 204.
29 января 2016 года ушёл в отставку с должности мэра Ле-Пюи-ан-Веле, но сохранил мандат депутата Национального собрания.
В мае 2017 года отказался выставлять свою кандидатуру на предстоящих в июне выборах в Национальное собрание.
6 октября 2017 года административный суд Лиона запретил установку рождественского вертепа в здании регионального совета, и 4 декабря Вокье организовал там выставку керамических фигурок, используемых в вертепах (Santon de Provence).
10 декабря 2017 года в ходе съезда победил на выборах председателя партии «Республиканцы» с результатом 74,64 % против 16,11 % у Флоранс Портелли и 9,25 % у Маеля де Калана (в голосовании приняли участие 42,46 % однопартийцев). Первым заместителем Вокье была избрана ближайшая соратница Алена Жюппе, занимающая должность его первого помощника в мэрии Бордо Виржини Кальмель, вторым — депутат Национального собрания Гийом Пельтье, что по мнению аналитиков означало «правый поворот» в руководстве партии.
26 мая 2019 года по итогам европейских выборов «Республиканцы» потерпели тяжёлое поражение, набрав 8,5 % голосов и получив лишь 8 мест в Европейском парламенте, что впервые оставило партию на четвёртом месте по уровню поддержки избирателей — позади «зелёных».
2 июня 2019 года Вокье, признав свою ответственность за случившееся, ушёл в отставку с поста лидера партии.
23 августа 2024 года Вокье объявил об уходе в отставку ввиду избрания его вновь депутатом Национального собрания по итогам досрочных выборов и принятого им решения вернуться в парламент при действующем законодательстве о запрете совмещения мандатов.

### Парламентская деятельность
10 июля 2024 года избран лидером фракции правых республиканцев в Национальном собрании.

## Личная жизнь
В 2001 году женился на свой бывшей однокласснице по престижному лицею Людовика Великого Шарлотте Дереньякур (Charlotte Deregnaucourt), с которой знаком с 17-летнего возраста. В их семье двое детей: Батист (род. 2003) и Луиза (род. 2006).

## Труды
- 101 слово о французской демократии (avec la collaboration de Raphaël Hadas-Lebel, Les 101 mots de la démocratie française, Paris, Odile Jacob, 2002)
- Подготовительная школа по мемуарам: наш конец века — в сборнике «Весна истории. Подготовительная школа и профессия историка» (" La khâgne pour mémoire : notre fin de siècle " (avec Stéphane Israël et Rémy Rioux), Printemps d’histoire. La Khâgne et le Métier d’historien, Paris, Perrin, 2004)
- «Возвращение на Юг», предисловие к книге «Сад на Оронте»(" Retour aux Suds " (préface), Un Jardin sur l’Oronte, Marseille, Transbordeurs, 2005)
- Гурон в Национальном собрании: маленькое пособие вниманию желающих встряхнуть политику (Un Huron à l’Assemblée nationale : petit manuel à l’attention de ceux qui veulent secouer la politique, Paris, Privé éditions, 2006)
- Условия студенческой жизни: как восстановить социальный лифт. Доклад премьер-министру (Les Conditions de vie étudiante : comment relancer l’ascenseur social. Rapport au Premier ministre, Paris, La Documentation française, 2007)
- Новая политика, новые связи с общественностью? (Nouvelle politique, Nouvelle communication ?, Commentaire, № 120, зима 2007—2008)
- «Общественное право» в зеркале кризиса (La droite sociale au miroir de la crise, Commentaire, № 129, весна 2010)
- Борьба средних классов (La lutte des classes moyennes, documents, Odile Jacob, novembre 2011)
- Верхняя Луара от образования до наших дней (en collaboration, préface d’Emmanuel Le Roy Ladurie, La Haute-Loire de ses origines à nos jours, Le Puy-en-Velay, Éditions Jeanne d’Arc, 2011)
- Европа: нужно всё изменить (Europe : il faut tout changer, Paris, Odile Jacob, avril 2014)

## Упоминания в литературе
В фантастическом романе Мишеля Вивьёрка «Землетрясение. Марин Ле Пен — президент» (Le séisme. Marine Le Pen présidente, 2016) Ле Пен после своей победы на президентских выборах 2017 года назначает Вокье министром исторической памяти и ветеранов.
В фантастическом романе Жоффруа Лежёна «Обыкновенные выборы» (Une élection ordinaire, 2016) президентом Франции в 2017 году становится писатель, эссеист и политический журналист Эрик Земмур, который назначает Вокье министром иностранных дел.